# Linus Pauling
Linus Carl Pauling (Portland, 28. veljače 1901. – Big Sur, 19. kolovoza 1994.) bio je američki kemičar, fizičar, borac za mir te počasni član HAZU. Najpoznatiji je po ljestvici elektronegativnosti i osvajanju dviju Nobelovih nagrada. Jedan je od utemeljitelja kvantne kemije i molekularne biologije. Napisao je više od 1200 radova i knjiga. Prema svim ljestvicama nalazi se među 20 najvećih znanstvenika svih vremena.

## Rođenje, djetinjstvo i mladost
Linus Pauling rođen je 28. veljače 1901. u Portlandu. Bio je prvo dijete Nijemca Hermana Henryja Williama Paulinga i Engleskinje Lucy Isabelle Darling. Po očevoj crti nasljednik je ugledne pruske farmerske obitelji. Ime je dobio po Lucynu ocu Linusu i Hermanovu ocu Carlu. Nakon što je 1902. rođena njegova sestra Pauline, roditelji su odlučili napustiti Portland kako bi našli prostraniju kuću. Lucy je ostala s muževim roditeljima u Lake Oswego, dok je Herman s djecom otišao u Salem, zaposlivši se kao trgovački putnik u ljekarni Skidmore.
Već kao dječak mnogo je i raznoliko čitao. S devet godina čitao je Bibliju, a prema očevim riječima, kasnije i Darwinovo djelo Postanak vrsta (on se toga kasnije nije sjećao). Tada je njegov otac napisao sad već anegdotalno pismo mjesnim novinama moleći čitatelje da mu savjetuju što da Linus dalje čita. Kroz djetinjstvo otac ga je uvijek poticao na intelektualni rad, a njegova majka kućanica to nikad nije mogla shvatiti.